# Cino da Pistoia
Guittoncino di ser Francesco dei Sigibuldi, conocido como Cino da Pistoia (Pistoia, ca. 1270-íd., 1336), fue un poeta y jurista italiano, representante del dolce stil nuovo y notorio partidario de los güelfos. Cino defendió, frente a los canonistas, la supremacía del poder civil sobre el eclesiástico.
Descendía de una familia aristocrática de la ciudad de Pistoia. Estudió en la universidad de Bolonia. Amigo de Dante Alighieri, en 1302 fue desterrado de Pistoia. Regresó tres años después, y fue nombrado juez. Más adelante enseñó Derecho en las universidades de Siena, Bolonia, Florencia, Perugia y Nápoles.
De su actividad como jurista, destaca su Lectura in Codicem, comentario de los primeros nueve libros del Código de Justiniano.
Escribió un cancionero, las Rimas, que fue alabado por Dante y por Petrarca. Su obra constituye un eslabón intermedio entre el stilnovismo florentino y la obra de Petrarca, en la medida en que se aleja de la afectación propia del dolce stil nuovo y se aproxima a la representación de una sentimentalidad más personal. Dante, en De vulgari eloquentia, dijo de él que era el mejor poeta amoroso en lengua italiana. Petrarca lo consideró su maestro, y escribió un poema lamentando su muerte. Según los críticos literarios, Cino da Pistoia fue maestro de Petrarca no sólo en cuanto a la eficacia musical del verso, sino también en lo referente a la expresividad lograda en el uso del italiano.
En su honor se bautizó en julio de 2005 el asteroide (36446) 2000 QV con el nombre de (36446) Cinodapistoia.

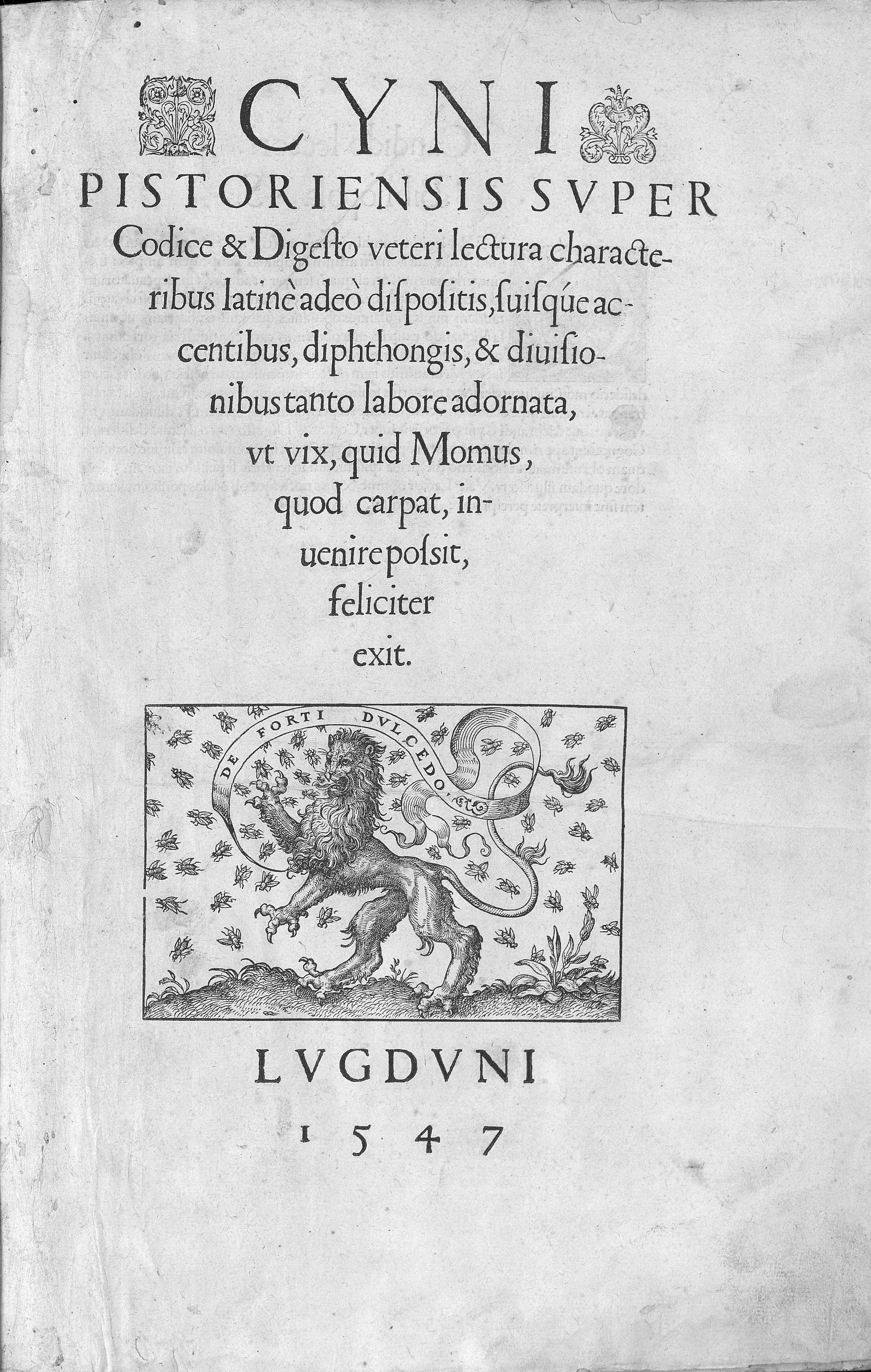
Lectura in Codicem, 1547
- Le rime, 1862